# Enantiomorfismo

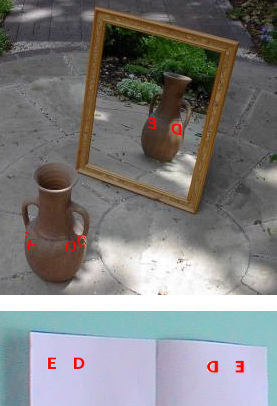
Uma imagem no espelho evidencia o seu enantiomorfismo, assim como quando dobramos e desdobramos um papel com tinta fresca.

Enantiomorfismo ou imagem Enantiomorfa consiste na simetria de dois objetos que não podem se sobrepôr. Um exemplo simples de enantiomorfismo é a imagem de um objeto formada no espelho, como o vaso ao lado: uma fotografia direta (frente-a-frente) e uma obtida do espelho, não são iguais. A mesma coisa ocorre com a figura pintada num lado do papel e depois "carimbada" por sua dobra (ilustração). Os objectos e suas imagens, assim como as impressões por dobra, são considerados enantiomórficas.   
As moléculas que fazem isomeria espacial também são enantiomórficas. A imagem enantiomorfa também pode ser observado em uma câmara escura, na qual a imagem é invertida e enantiomorfa.

Mais exemplos
Moléculas quirais de um aminoácido.
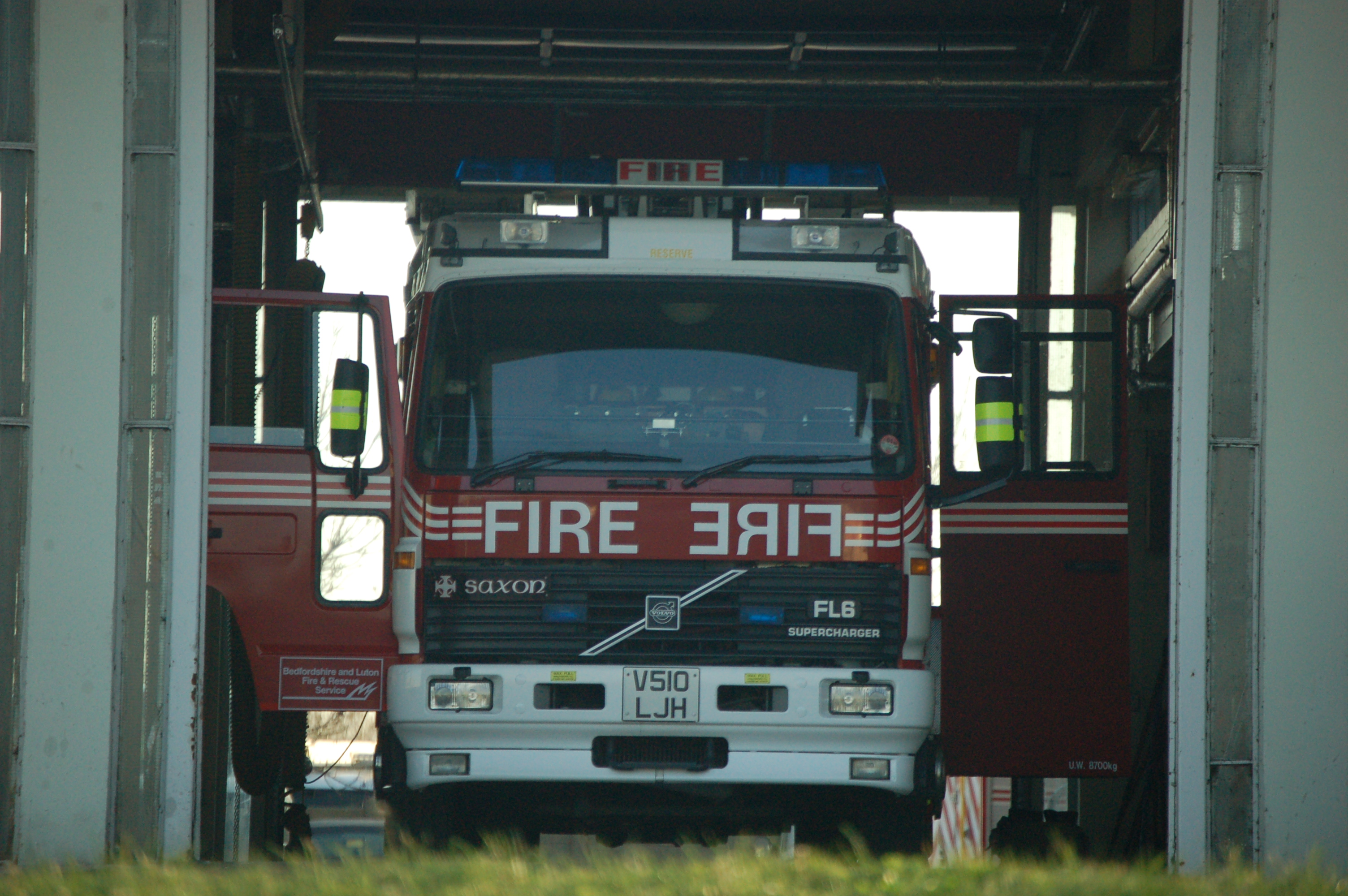
Carro de bombeiro britânico, permite leitura da palavra "fire" pelo espelho retrovisor do carro da frente.
Enantiômero do Ácido láctico.